# Chionaspis pusa
Chionaspis pusa är en insektsart som beskrevs av Rao 1953. Chionaspis pusa ingår i släktet Chionaspis och familjen pansarsköldlöss. Inga underarter finns listade i Catalogue of Life.